# Panturichthys
Panturichthys es un género  de peces anguiliforme de la familia Heterenchelyidae. 

## Especies
El género está conformado por cuatro especies:
- Panturichthys fowleri (Ben-Tuvia, 1953)
- Panturichthys isognathus Poll, 1953
- Panturichthys longus (Ehrenbaum, 1915)
- Panturichthys mauritanicus Pellegrin, 1913